# Scopula occupata
Scopula occupata är en fjärilsart som beskrevs av Louis Beethoven Prout 1938. Scopula occupata ingår i släktet Scopula och familjen mätare. Inga underarter finns listade.